# ذهين طاهرة
ذهين طاهرة (1949م - 9 يوليو 2019م) هي ممثلة ومنتجة ومخرجة باكستانية. عملت أيضًا مع راديو باكستان وعلى المسرح. ولدت في عام 1949 في لكناو، الهند.

## روابط خارجية
- ذهين طاهرة على موقع IMDb (الإنجليزية)
- ذهين طاهرة على موقع كينوبويسك (الروسية)